# Fear of a Black Planet
Fear of a Black Planet ist das dritte Album der Rap-Gruppe Public Enemy. Es erschien am 20. März 1990. Das Musikmagazin Rolling Stone führt Fear of a Black Planet auf Platz 302 seiner Liste der 500 besten Alben aller Zeiten.

## Entstehungsgeschichte
Fear of a Black Planet entstand mitten in der Kontroverse um die antisemitischen Äußerungen von Professor Griff. Da die Kritiken zu dem Album positiv ausfielen (sogar besser als bei It Takes a Nation of Millions to Hold Us Back) und die Antisemitismusvorwürfe spätestens ab dem Rauswurf von Professor Griff verstummten, hatten die verbalen Attacken kaum Konsequenzen zur Folge. Das Album wird heute als Meilenstein des Hip-Hop-Genres betrachtet.

## Musikstil
Public Enemy verfeinerten auf diesem Album ihren Musikstil. Das Album enthält sowohl schnell gerappte Lieder („War at 33 1/3“) als auch langsamere Stücke („Polly-wannacraka“). Im Besonderen stachen bei den Kritiken das Produktionsteam The Bomb Squad mit diversen innovativen Produktionen und Chuck Ds Songwriting heraus. Neben Rapliedern enthält das Album vier Tracks, die nur aus Samples bestehen.
Etwa ein Jahr nach der Veröffentlichung des Albums folgte die Grand Upright Music, Ltd. v. Warner Brothers Records, Inc. des United States District Court for the Southern District of New York, mit dem das Samplen besonders bei Hip-Hop Künstlern stark eingegrenzt wurde. Folglich enthielten die folgenden Public Enemy Alben nur noch wenige Samples.

## Hintergrund
Bei dem Musikvideo Fight the Power führte Spike Lee Regie. Spike Lee benutzte das Lied auch in seinem Film Do the Right Thing.

## Textinhalte
Das Album enthält einige der bekanntesten Public Enemy-Lieder, namentlich „911 Is a Joke“ und „Fight the Power“. „911 Is a Joke“ handelt von zu spät kommenden Ambulanz-Wagen und der Sinnlosigkeit der Notrufnummer 911. „Fight the Power“ gehört zu den Klassikern des Hip-Hop. Er ist ein Aufruf zu einem Aufstand gegen die „powers that be“.

## Gastmusiker
Die einzigen Gäste auf dem Album sind Big Daddy Kane und Ice Cube, die an dem Song Burn Hollywood Burn mitwirkten.

## Titelliste
1. Contract on the World Love Jam (Ridenhour/Sadler/Shocklee) – 1:44
2. Brother’s Gonna Work It Out (Ridenhour/Sadler/Shocklee) – 5:07
3. 911 Is a Joke (Drayton/Sadler/Shocklee) – 3:17
4. Incident at 66.6 FM (Ridenhour/Sadler/Shocklee) – 1:37
5. Welcome to the Terrordome (Ridenhour/Sadler/Shocklee) – 5:25
6. Meet the G That Killed Me (Ridenhour/Sadler/Shocklee) – 0:44
7. Pollywanacraka (Ridenhour/Sadler/Shocklee) – 3:52
8. Anti-Nigger Machine (Ridenhour/Sadler/Shocklee) – 3:17
9. Burn Hollywood Burn featuring Ice Cube & Big Daddy Kane (Hardy/Jackson/Ridenhour/Sadler/Shocklee) – 2:47
10. Power to the People (Ridenhour/Sadler/Shocklee) – 3:50
11. Who Stole the Soul? (Ridenhour/Sadler/Shocklee) – 3:49
12. Fear of a Black Planet (Ridenhour/Sadler/Shocklee) – 3:45
13. Revolutionary Generation (Ridenhour/Sadler/Shocklee) – 5:43
14. Can't Do Nuttin’ for Ya Man (Ridenhour/Sadler/Shocklee) – 2:46
15. Reggie Jax (Ridenhour/Sadler/Shocklee) – 1:35
16. Leave this off your Fu*kin Charts (Rogers) – 2:31
17. B Side Wins Again (Ridenhour/Sadler/Shocklee) – 3:45
18. War at 33 1/3 (Ridenhour/Sadler/Shocklee) – 2:07
19. Final Count of the Collision Between Us and the Damned (Ridenhour/Sadler/Shocklee) – 0:48
20. Fight the Power (Ridenhour/Sadler/Shocklee/Shocklee) – 4:42

## Singles
Als Singles wurden folgende Stücke ausgekoppelt:
- Brother’s Gonna Work It Out
- 911 Is a Joke
- Welcome to the Terrordome
- Burn Hollywood Burn
- Can’t Do Nuttin’ for Ya Man
- Fight the Power

## Erfolg
Billboard Music Charts – Album
- 1990	The Billboard 200 – No. 10
- 1990  Top R&B/Hip-Hop Albums – No. 3

Billboard Music Charts – Singles
- 1989  Fight the Power Hot Rap Singles – No. 1
- 1990	911 Is a Joke Hot Rap Singles – No. 1
- 1990	Welcome to the Terrordome Hot Rap Singles – No. 3
- 1990	911 Is a Joke Hot R&B/Hip-Hop Singles & Tracks – No. 15
- 1990	Welcome to the Terrordome Hot R&B/Hip-Hop Singles & Tracks – No. 15
- 1990	Welcome to the Terrordome Hot Dance Music/Maxi-Singles Sales – No. 8
- 1991	Can’t Do Nuttin’ for Ya Man Hot Rap Singles – No. 11